# Паровая рыба
Парова́я ры́ба — рыба, отвариваемая на пару, без погружения в воду, или сваренная с небольшим количеством жидкости (воды, бульона) и поданная под «паровым» соусом. Паровая рыба входит в категорию «вторые блюда».

## История
Паровая рыба — старинное русское блюдо. Еще в XVI—XVII веках она была обычной пищей в Русском государстве.

## Видовой состав рыб
Для приготовления данного блюда наиболее подходящими видами рыб считаются судак, сом, щука, налим, лосось, сёмга, хек, камбала, треска, морской окунь, осётр, севрюга, белуга, стерлядь.

## Другие ингредиенты
В качестве других ингредиентов могут использоваться соль, лук, лавровый лист, петрушка, укроп, чёрный перец. В качестве гарнира может подаваться отварной картофель.

## Технология приготовления
Паровая рыба отваривается целиком, либо используется филе рыбы. Паровая рыба готовится в специальной посуде — рыбный котёл с решёткой, отделяющей примерно четверть его объёма. Уровень воды в таком котле должен быть ниже решётки. Рыба укладывается на решётку, котёл закрывается крышкой и ставится на сильный огонь.

## Паровая рыба в кухне других народов мира
Паровая рыба присутствует в китайской (цзянсу-чжэцзянская кухня), немецкой и итальянской кухне. В Италии популярен паровой окунь с белым вином.